# Kobukuro
Kobukuro (コブクロ) é uma banda de rock e pop japonesa  formada em 1998 e alcançou seu ápice em 2001. A etimologia do nome da banda vêm de dois sobrenomes dos dois membros, Kobuchi "kobu" e Kuroda "kuro".

## História
A primeira música da dupla foi Sakura, logo foi lançado o mini-álbum Saturday 8:pm em 1999. O segundo mini-álbum, Roots of my mind, foi lançado em 2000 por uma gravadora indie, levando a dupla a fazer seus primeiros shows one-man em Osaka.
O álbum Answer foi lançado em 2000 e foi bem recebido pelo público, sendo que em 2001 a dupla assinou um contrato com a Warner Music, na sequência o single chamado Yell de Kobukuro alcança a quanta posição no ranking da Oricon. O álbum Roadmader lançado em 2002 é promovido através de turnês. Subsequentemente foram lançados os álbuns Grapefruits em 2002, Straight em 2003, e Music Man Ship em 2004 todos eles apareceram top 10 das paradas de sucesso. Além do mais, o single Eien Ni Tomo Ni lançado em outubro de 2004 tornou-se por um momento a canção mais popular japonesa.
Nameless World lançado em 2005 foi o primeiro álbum da dupla a alcançar a primeira posição no ranking da Oricon. O single Koko Ni Shika Sakanai Hana foi usado no drama Ruri No Shima e vendeu mais de 400 mil cópias a regravação de Sakura também vendeu mais de 400 mil cópias.
Em 2006 é lançada a coletânea de sigles chamada All Singles Best que vendeu mais de 2 milhões de cópias. A música Tsubomi foi tema do drama Tokyo Tower ~Okan to boku to, tokidoki, oton~ em 2007, em seguida foi lançado o single Winding Road em colaboração com a cantora Ayaka chegando a segunda posição no ranking da Oricon. O álbum 5296 lançado em 2007 chegou ao topo das paradas de sucesso e vendeu mais de 1.400.000 cópias.
Em 2009 Kobukuro lançou Calling que alcançou a primeira colocação no ranking semanal da Oricon onde permaneceu por duas semanas nessa posição.

## Discografia

### Singles
| Título Original                         | Nome Romanizado                             | Data de lançamento      | Vendas  |
| --------------------------------------- | ------------------------------------------- | ----------------------- | ------- |
| Yell ~エール~ / Bell                    | -                                           | 22 de março de 2001     | 245.390 |
| 轍                                      | Wadachi                                     | 20 de junho de 2001     | 53.430  |
| ミス                                    | Miss                                        | 21 de novembro de 2001  | 22.360  |
| 風                                      | Kaze                                        | 14 de fevereiro de 2002 | 120.000 |
| 願いの詩 / 太陽                         | Negai no Uta / Taiyō                        | 10 de julho de 2002     | 37.620  |
| 雪の降らない街                          | Yuki no Furanai Machi                       | 13 de novembro de 2002  | 27.988  |
| 宝島                                    | Takarajima                                  | 9 de abril de 2003      | 24.482  |
| Blue Blue                               | -                                           | 27 de agosto de 2003    | 16.134  |
| Door                                    | -                                           | 12 de maio de 2004      | 20.083  |
| 永遠にともに / Million Films / ここから | Towa ni Tomo ni / Million Films / Koko kara | 14 de outubro de 2004   | 146.265 |
| ここにしか咲かない花                    | Koko ni Shika Sakanai Hana                  | 11 de maio de 2005      | 407.200 |
| 桜                                      | Sakura                                      | 2 de novembro de 2005   | 430.943 |
| 君という名の翼                          | Kimi to Iu Na no Tsubasa                    | 26 de julho de 2006     | 106.957 |
| 蕾                                      | Tsubomi                                     | 21 de março de 2007     | 461.062 |
| 蒼く 優しく                             | Aoku Yasashiku                              | 7 de novembro de 2007   | 211.309 |
| 時の足音                                | Toki no Ashioto                             | 29 de outubro de 2008   | 240.925 |
| 虹                                      | Niji                                        | 15 de abril de 2009     | 102.577 |
| Stay                                    | -                                           | 15 de julho de 2009     | 85.691  |
| 流星                                    | Ryūsei                                      | 17 de novembro de 2010  | TBA     |

## Membros
- Kentarō Kobuchi (小渕健太郎, Kobuchi Kentarō, 23 Março de 1977);guitarra, backing vocal e vários outros instrumentos)
- Shunsuke Kuroda (黒田俊介, Kuroda Shunsuke, 18 de março de 1977); vocalista)